# Musa Baek Dong-soo
Musa Baek Dong-soo (hangeul: 무사 백동수, latinizzazione riveduta: Musa Baek Dong-su, lett. Il guerriero Baek Dong-soo; titolo internazionale Warrior Baek Dong-soo) è una serie televisiva sudcoreana trasmessa su SBS dal 4 luglio al 10 ottobre 2011, basata sull'omonimo manhwa del 2010 di Lee Jae-heon. Inizialmente programmata per durare 24 episodi, grazie all'accoglienza favorevole del pubblico, il 6 settembre 2011 furono commissionati altri 6 episodi, di cui uno speciale.

## Trama
1743. Quando il principe ereditario Sado distrugge un monumento che indica la sottomissione di Joseon alla Cina della dinastia Qing, uno schieramento politico che gli si oppone lo accusa di ribellione. Per salvare il figlio, re Yeongjo fa ricadere la colpa sul maestro di arti marziali del principe, Baek Sa-goeng, che viene giustiziato; prima di morire, l'uomo affida il figlio non ancora nato al compagno Kim Gwang-taek, il migliore spadaccino di Joseon. Al momento del parto, però, la madre muore e il piccolo, chiamato Dong-soo, nasce deforme a causa della prolungata gravidanza. Inseguito da alcuni assassini che lo vogliono uccidere, Gwang-taek smarrisce Dong-soo, che, dopo essere stato trovato dal cacciatore Hwang Jin-gi, viene affidato a un altro dei compagni di suo padre, Heuk Sa-mo; i due uomini concludono che Gwang-taek, per aver abbandonato il neonato, debba essere morto.
Yeo Woon è nato sotto la stella degli assassini e per questo suo padre ha cercato di ucciderlo ancora in fasce, finendo per togliere la vita alla moglie, messasi in mezzo per proteggerlo. Woon è stato quindi cresciuto nell'odio e cercando, senza successo, di tenerlo lontano dalle armi. Dopo un'accesa discussione con il genitore all'età di dodici anni, Woon scappa di casa e viene trovato da Chun, capo della gilda di assassini Heuksa Chorong e acerrimo nemico di Kim Gwang-taek, che lo prende come suo allievo. La prova finale prevede che Woon uccida il padre, ma quest'ultimo si toglie la vita prima che il figlio ci riesca: sconvolto, il ragazzo dimentica l'accaduto e viene adottato da Sa-mo, mentre continua a tenere contatti segreti con la Heuksa Chorong come spia e fa della ricerca dell'assassino del padre la sua ragione di vita.
Woon e Dong-soo crescono insieme, diventando ottimi amici e facendo amicizia con Jin-joo, figlia di Hwang Jin-gi con una cotta per Dong-soo: quest'ultimo, dopo aver superato la deformità, nutre il sogno di diventare il migliore spadaccino di Joseon. Raggiunti i vent'anni, i due si arruolano in un gruppo di guerrieri voluto dal principe ereditario Sado, che sta cercando un libro conteso da molti, contenente le indicazioni per invadere la Cina senza rischi. Custode delle mappe, che il padre le tatuò sulla schiena, è l'aristocratica Yoo Ji-seon, la cui famiglia serve da generazioni la casa reale, e della quale sia Dong-soo, sia Woon s'innamorano.

## Personaggi
- Baek Dong-soo, interpretato da Ji Chang-wook e Yeo Jin-goo (da bambino)
- Yeo Woon, interpretato da Yoo Seung-ho e Park Gun-tae (da bambino)
- Hwang Jin-joo, interpretata da Yoon So-yi e Lee Hye-in (da bambina)
- Yoo Ji-seon, interpretata da Shin Hyun-bin e Nam Ji-hyun (da bambina)
- Re Jeongjo, interpretato da Hong Jong-hyun
Figlio del principe Sado.
- Chun, interpretato da Choi Min-soo
Signore del cielo della gilda di assassini Heuksa Chorong.
- Kim Gwang-taek, interpretato da Jun Kwang-ryul
Il migliore spadaccino di Joseon, acerrimo rivale di Chun.
- Heuk Sa-mo, interpretato da Park Jun-gyu
Amico di Gwang-taek, è il macellaio che cresce Dong-soo.
- Jang Dae-pyo, interpretato da Park Won-sang
Allenatore al campo militare e padre di Jang Mi-so.
- Jang Mi, interpretata da Lee Jin-ah
Sorella di Jang Dae-pyo e zia di Jang Mi, ha una cotta per Sa-mo.
- Principe ereditario Sado, interpretato da Oh Man-seok
- Ji/Ga-ok, interpretata da Yoon Ji-min
Signora della terra della gilda di assassini Heuksa Chorong e vecchia fiamma di Gwang-taek.
- In, interpretato da Park Chul-min
Signore degli uomini della gilda di assassini Heuksa Chorong.
- Re Yeongjo, interpretato da Jeon Guk-hwan
Nonno del principe Sado.
- Regina Jeongsun, interpretata da Geum Dan-bi
Regina di Yeongjo.
- Hong Dae-ju, interpretato da Lee Won-jong
Ministro.
- Im Soo-woong, interpretato da Jung Ho-bin
Comandante militare.
- Seo Yoo-dae, interpretato da Ahn Suk-hwan
- Boo Gwan, interpretato da Kim Dong-kyun
Assistente di Hong Dae-ju.
- Yang Cho-rip, interpretato da Choi Jae-hwan e Shin Dong-woo (da bambino)
Amico d'infanzia di Dong-soo e Woon.
- Baek Sa-goeng, interpretato da Uhm Hyo-sup
Padre di Dong-soo.
- Dama Park, interpretata da Kim Hee-jung
Moglie di Baek Sa-goeng e madre di Dong-soo.
- Yeo Cho-sang, interpretato da Lee Kye-in
Padre di Woon.
- Hwang Jin-gi, interpretato da Sung Ji-ru
Ladro e padre di Jin-joo.
- Kim Hong-do, interpretato da Kim Da-hyun
Pittore innamorato di Jin-joo.
- Yoo So-kang, interpretato da Kim Eung-soo
Ministro.
- Jang Mi-so, interpretata da Ji Yoo
Figlia di Jang Dae-pyo, ha una cotta per Cho-rip.
- Hong Sa-hye, interpretato da Kang Sung
Figlio di Hong Dae-ju.
- Goo-hyang, interpretata da Choi Yoon-so
Gisaeng che aiuta Heuksa Chorong.
- Dae-heung, interpretato da Lee Si-eon
- Kenzo, interpretato da Lee Young-woo

## Ascolti
| Episodio | Data di trasmissione | Dati TNMS           | Dati TNMS                  | Dati AGB            | Dati AGB                   |
| Episodio | Data di trasmissione | A livello nazionale | Area metropolitana di Seul | A livello nazionale | Area metropolitana di Seul |
| -------- | -------------------- | ------------------- | -------------------------- | ------------------- | -------------------------- |
| 1        | 4 luglio 2011        | 8,6%                | 10,3%                      | 10,1%               | 10,6%                      |
| 2        | 5 luglio 2011        | 10,2%               | 12,1%                      | 10,6%               | 11,0%                      |
| 3        | 11 luglio 2011       | 12,4%               | 13,4%                      | 12,7%               | 12,5%                      |
| 4        | 12 luglio 2011       | 14,0%               | 14,9%                      | 13,7%               | 14,0%                      |
| 5        | 18 luglio 2011       | 15,0%               | 16,8%                      | 14,3%               | 15,8%                      |
| 6        | 19 luglio 2011       | 16,5%               | 18,1%                      | 15,0%               | 15,9%                      |
| 7        | 25 luglio 2011       | 17,9%               | 20,7%                      | 14,5%               | 14,0%                      |
| 8        | 26 luglio 2011       | 18,4%               | 20,2%                      | 16,7%               | 16,8%                      |
| 9        | 1 agosto 2011        | 17,6%               | 18,0%                      | 16,3%               | 16,6%                      |
| 10       | 2 agosto 2011        | 16,5%               | 16,4%                      | 17,4%               | 17,6%                      |
| 11       | 8 agosto 2011        | 16,7%               | 18,8%                      | 16,1%               | 16,7%                      |
| 12       | 9 agosto 2011        | 16,3%               | 16,3%                      | 15,9%               | 16,1%                      |
| 13       | 15 agosto 2011       | 18,7%               | 20,9%                      | 17,3%               | 18,0%                      |
| 14       | 16 agosto 2011       | 18,7%               | 21,6%                      | 17,7%               | 17,9%                      |
| 15       | 22 agosto 2011       | 17,7%               | 19,5%                      | 17,5%               | 18,1%                      |
| 16       | 23 agosto 2011       | 17,8%               | 19,9%                      | 17,8%               | 18,5%                      |
| 17       | 29 agosto 2011       | 19,3%               | 21,5%                      | 17,3%               | 18,0%                      |
| 18       | 30 agosto 2011       | 18,8%               | 20,3%                      | 17,6%               | 18,4%                      |
| 19       | 5 settembre 2011     | 17,8%               | 18,2%                      | 17,8%               | 18,2%                      |
| 20       | 6 settembre 2011     | 17,9%               | 19,4%                      | 17,0%               | 16,8%                      |
| 21       | 12 settembre 2011    | 15,6%               | 15,7%                      | 14,8%               | 15,9%                      |
| 22       | 13 settembre 2011    | 16,6%               | 17,5%                      | 16,9%               | 17,4%                      |
| 23       | 19 settembre 2011    | 18,9%               | 19,7%                      | 17,8%               | 19,2%                      |
| 24       | 20 settembre 2011    | 18,2%               | 19,2%                      | 18,5%               | 20,5%                      |
| 25       | 26 settembre 2011    | 17,0%               | 18,9%                      | 17,1%               | 18,2%                      |
| 26       | 27 settembre 2011    | 17,4%               | 19,8%                      | 16,9%               | 17,8%                      |
| 27       | 3 ottobre 2011       | 16,8%               | 18,2%                      | 15,3%               | 16,6%                      |
| 28       | 4 ottobre 2011       | 19,3%               | 21,5%                      | 18,2%               | 18,8%                      |
| 29       | 10 ottobre 2011      | 17,8%               | 19,8%                      | 17,9%               | 19,7%                      |
| Speciale | 11 ottobre 2011      | 9,9%                | 11,0%                      | 11,2%               | 12,7%                      |
| Media    | Media                | 16,7%               | 18,2%                      | 16,1%               | 16,7%                      |

## Colonna sonora
CD 1
1. Yanoi (야뇌) – BMK
2. Falling in Love (사랑에 빠지다) – Kim Tae-woo
3. Because of Love (사랑 때문에) – Han Seung-yeon
4. For One Day (단 하루만) – Yesung
5. I'm Here (내가 있죠) – Seo Young-eun
6. Stagnant (고여) – Shin Sung-woo
7. The Only Road – Boohwal
8. My Heart is Going Crazy (심장이 미쳐서) – Shin Jae
9. Meet Again (다시 만나면) – Ji Chang-wook
10. Yanoi (Acoustic Ver.) (야뇌 (Acoustic Ver.)) – Park Eun-tae
11. Falling in Love (Inst.) (사랑에 빠지다 (Inst.))
12. Because of Love (Inst.) (사랑 때문에 (Inst.))
13. For One Day (Inst.) (단 하루만 (Inst.))
14. I'm Here (Inst.) (내가 있죠 (Inst.))
15. The Only Road (Inst.)

CD 2
1. Moon Slicing Sword (참월도 (斬月刀))
2. Great Nothern Expedition( 북벌의 대업)
3. Warrior Guard (장용위 (壯勇衛)
4. Warrior Baek Dong-soo (무사 백동수)
5. Fate (운명)
6. The Warriors
7. Opening Theme
8. Mountains of the Moon (기월산천(期月山川))
9. A Battlefield
10. Sudden Rain (취우(驟雨))
11. Friends of Friends (지기지우(知己之友))
12. Childhood Rebellion (어릴적 작란(作亂)
13. Sorrow Song (비가 (悲歌))
14. Go Soo-ryun (고수련)
15. Green Fog
16. Heuksa Chorong (흑사초롱)

Colonna sonora speciale
1. Falling in Love (Acoustic Ver.) (사랑에 빠지다 (Acoustic Ver.)) – Kim Tae-woo
2. Falling in Love (Acoustic Ver.) (Inst.) (사랑에 빠지다 (Acoustic Ver.) (Inst.))

Altri brani non inclusi nell'album della colonna sonora
1. Yanoi (Song Ver.) (야뇌 (Song Ver.)) – BMK
2. Yanoi (Song Ver.) (Inst.) (야뇌 (Song Ver.) (Inst.))
3. Yanoi (Drama Ver.) (야뇌 (Drama Ver.)) – BMK
4. Yanoi (Drama Ver.) (Inst.) (야뇌 (Drama Ver.) (Inst.))
5. Stagnant (Inst.) (고여 (Inst.))
6. My Heart is Going Crazy (Inst.) (심장이 미쳐서 (Inst.))

## Riconoscimenti
| Anno | Premio           | Categoria                                                                       | Ricevente      | Risultato       |
| ---- | ---------------- | ------------------------------------------------------------------------------- | -------------- | --------------- |
| 2011 | SBS Drama Awards | Premio alla massima eccellenza, attore in un drama a pianificazione speciale    | Choi Min-soo   | Candidato/a     |
| 2011 | SBS Drama Awards | Premio all'eccellenza, attore in un drama a pianificazione speciale             | Jun Kwang-ryul | Vincitore/trice |
| 2011 | SBS Drama Awards | Premio all'eccellenza, attrice in un drama a pianificazione speciale            | Yoon So-yi     | Vincitore/trice |
| 2011 | SBS Drama Awards | Premio speciale alla recitazione, attore in un drama a pianificazione speciale  | Lee Won-jong   | Candidato/a     |
| 2011 | SBS Drama Awards | Premio speciale alla recitazione, attore in un drama a pianificazione speciale  | Park Chul-min  | Candidato/a     |
| 2011 | SBS Drama Awards | Premio speciale alla recitazione, attrice in un drama a pianificazione speciale | Yoon Ji-min    | Candidato/a     |
| 2011 | SBS Drama Awards | Premio nuova stella                                                             | Ji Chang-wook  | Vincitore/trice |
| 2011 | SBS Drama Awards | Premio nuova stella                                                             | Shin Hyun-bin  | Vincitore/trice |